# Винебејго (Минесота)
Винебејго (енгл. Winnebago) град је у америчкој савезној држави Минесота.

## Демографија
По попису из 2010. године број становника је 1.437, што је 50 (-3,4%) становника мање него 2000. године.
| Група             | 2000.         | 2010.         |
| Белци             | 1.363 (91,7%) | 1.307 (91,0%) |
| Афроамериканци    | 0 (0,0%)      | 2 (0,1%)      |
| Азијати           | 10 (0,7%)     | 2 (0,1%)      |
| Хиспаноамериканци | 99 (6,7%)     | 108 (7,5%)    |
| Укупно            | 1.487         | 1.437         |